# Wha-Koo
Wha-Koo was een Amerikaanse rockband.

## Bezetting
Voormalige leden
- Danny Douma[4] (zang, gitaar, songwriter)
- David Palmer[5] (zang)
- Andy Silvester (basgitaar)
- Richard Kosinski[6] (keyboards)
- Claude Pepper[7] (drums
- Reinie Press (basgitaar)
- Peter Freiberger[8] (basgitaar)

- Eddie Tuduri[9] (drums)
- Nick VanMaarth [10]
- Don Francisco[11] (zang, drums, percussie)
- Ron Fransen[12] (keyboards)
- Eric Gotthelf[13] (basgitaar)
- David Woodford (saxofoon, fluit)
- Chuck Cochran[14] (zang, leadgitaar)

## Geschiedenis
Wha-Koo werd geformeerd in 1977 door Danny Douma, die een groep muziekveteranen rond zich verzamelde, waaronder David Palmer, die de leadzang verzorgde bij twee nummers van het debuutalbum Can't Buy a Thrill van Steely Dan, Nick Van Maarth van Buddy Holly's achtergrondband The Crickets, Don Francisco, voorheen Crowfoot en Atlee en de Britse bluesman Andy Silvester, voorheen Savoy Brown. De uit Los Angeles afkomstige sessiemuzikant Reinie Press, die de basgitaar speelde bij veel van Neil Diamonds meest succesvolle opnamen, assisteerde met basgitaar en saxofoon bij twee nummers van het debuutalbum The Big Wha-Koo voor ABC Records.
Peter Freiberger verving Andy Silvester voor het album Berkshire, dat werd geproduceerd door Grammy Awards-winnaar Ken Caillat en was de meest succesvolle publicatie van de band. Berkshire bevatte het door Douma gecomponeerde You're Such a Fabulous Dancer. Hoewel het een top 10-hit werd in sommige internationale afzetgebieden, kon het geen potten breken in de Amerikaanse hitlijst.
In 1978 verliet Douma Wha-Koo om een solocarrière na te streven. Hij bracht het soloalbum Night Eyes uit bij Warner Bros. Records. Op dit album speelden zowel leden van Wha-Koo als gastartiesten als Eric Clapton, Garth Hudson van The Band en meerdere leden van Fleetwood Mac. Douma toerde met Fleetwood Mac als ondersteunende act voor de rest van 1979 en verliet spoedig daarna de muziekbusiness. Hij werd vervangen door Chuck Cochran, die bij de band was bij twee opmerkelijke optredens in 1978. In augustus speelden ze voor een geschatte menigte van 110.000 muziekfans bij het 'Canada Jam Festival' nabij Toronto, Ontario en in oktober trad de band op bij Thin Lizzy Live at Sydney Harbour '78 in Sydney voor 100.000 fans.
Cochran verliet de band na de tournee om te werken met Robb Royer van Bread, Mike Finnigan, Crosby, Stills & Nash en anderen. Rond deze periode bracht Wha-Koo hun derde album Fragile Line uit bij Epic Records. Hoewel niet langer bij de band, waren Cochrans leadgitaar, achtergrondzang en songs aanwezig op het album. Inmiddels werd de band geleid door David Palmer met de nieuwe leden Ron Fransen, David Woodford en Eric Gotthelf. Meer rock-georiënteerd, genoot deze publicatie enig essentieel succes, maar geen commercieel succes, zodat de band spoedig daarna werd ontbonden.

### Verdere carrières
- Douma richtte tijdens de vroege jaren 1980 'The Writers Store' op, een hulpcentrum en detailhandelspunt voor schrijvers en filmmakers. In 2002 richtte hij het bedrijf 'Innoventive Software' op, uitgeverij van filmproducties en storyboard-software.
- Palmer werkte mee aan de song Silhouette van de film Teen Wolf en de song She's My Baby van de film Fast Times at Ridgemont High. Hij werkte ook mee aan songs voor de tv-serie The Heights en hij ging opnemen met onder andere Laura Branigan en Jamie Walters. Tegenwoordig is hij kunst- en portretfotograaf in het gebied rond Los Angeles.
- Andy Silvester, die vertrok na het eerste album van Wha-Koo, werd lid van The Honeydrippers met Robert Plant en was een oprichtingslid van de akoestische Britse rhythm-and-blues revivalband The Big Town Playboys Hij speelde ook met de Mike Sanchez Band.
- Eddie Tuduri liep ernstig rugletsel op bij een surfongeluk in 1997. Later in dat jaar richtte hij The Rhythmic Arts Project op als educatief programma voor kinderen en volwassenen met ontwikkelings- en verstandelijke afwijkingen.
- Richard Kozinski heeft bijna rolprenten en 300 uitgezonden netwerk-tv-afleveringen, inclusief afleveringen van Mad About You, Gravedale High en Teen Wolf gemaakt.
- Claude Pepper (alias Jack Mack) formeerde in 1980 de uit Los Angeles afkomstige rhythm en soulband Jack Mack & The HeartAttack en speelde met deze band tot 1987.
- David Woodward had opgenomen en getoerd met onder andere Aaron Neville, Bonnie Raitt, Aerosmith, Rod Stewart, The Shirelles en P. Diddy
- Chuck Cochran werkte later als zanger en gitarist met Jim Messina, Tim Weisberg, Norman Gimbel, Fred Karlin, Mike Finnigan, Robb Royer, Larry Knechtel, Kim Carnes en David Lasley. Hij schreef ook songs voor Laura Branigan, Captain & Tennille en anderen.

## Overlijden
Danny Douma overleed op 1 juni 2010 aan de gevolgen van kanker in Florence. Claude Pepper overleed in zijn huis in Sacramento in februari 2003.

## Discografie

### Singles
- 1977:	Whisky Voices
- 1977:	Save Your Tears
- 1978:	You're Such A Fabulous Dancer

### Albums
- 1977:	The Big Wha-Koo (ABC Records)
- 1978:	Berkshire (ABC Records)
- 1979:	Fragile Line (Epic Records)